# Marta Gäbler
Marta Gäbler, geb. Marta Przygoda (* 18. September 1900 in Stęszyce bei Zduńska Wola, Kongresspolen; † 25. Januar 1970 in Berlin) war eine deutsche Kommunistin und Funktionärin des Demokratischen Frauenbund Deutschlands. Diese Massenorganisation vertrat sie als Abgeordnete im Deutschen Volksrat und in der Provisorischen Volkskammer.

## Leben
Marta Przygoda wurde als Tochter eines Webers geboren. 1907 zog die Familie nach Guben in der Niederlausitz um, wo Przygoda bis 1915 die Volksschule besuchte. Anschließend war sie zunächst kurzzeitig als Dienstmädchen beschäftigt. Noch im gleichen Jahr fand sie eine Stelle als Verkäuferin in Berlin, die sie aber bereits 1916 wieder aufgeben musste. Es folgte eine Dienstverpflichtung im Gubener Lazarett. Nach Kriegsende fand Marta Przygoda durch ihre medizinischen Kenntnisse offensichtlich eine Anstellung in einem Jenaer Krankenhaus, denn für 1922 ist diese Tätigkeit vermerkt. In dieser Nachkriegszeit lernte sie den kommunistischen Jugendfunktionär Fritz Gäbler kennen, welcher ab 1922 für einige Zeit Thüringer Landesvorsitzender des KJVD war. Martha Gäbler selbst trat 1921 in den Jugendverband und 1923 in die KPD ein. 1924 heirateten Fritz Gäbler und Marta Przygoda. Anschließend waren ihre nächsten Lebensjahrzehnte vor allem von den Wirkungsorten ihres Mannes geprägt.
Da Fritz Gäbler 1924 in Hamburg eine Stelle als Redakteur bei der Hamburger Volkszeitung bekam, lebte Marta Gäbler bis 1927 in Hamburg. Allerdings wohnte sie von März 1926 bis Februar 1927 dort alleine, da ihr Mann eine Haftstrafe wegen Vorbereitung zum Hochverrat absaß. Anschließend zog das Paar wieder nach Thüringen, wo Fritz Gäbler zunächst in Erfurt, später in Jena erneut als Journalist tätig war. Zwischen November 1929 und April 1931 lebte Marta Gäbler wieder ohne ihren Mann, der in dieser Zeit wieder inhaftiert war. Danach lebte das Paar von Gäblers Abgeordnetendiät, die er als Thüringer Landtagsabgeordneter bis zum Februar 1933 erhielt. Anschließend wurde Fritz Gäbler erneut verhaftet während seine Frau nun zunächst illegale Parteitätigkeit im Raum Gera ausübte. Im November 1933 wurde nun aber auch Martha Gäbler verhaftet und in Schutzhaft genommen. Inhaftiert wurde sie dabei zunächst im KZ Bad Sulza, einem der Konzentrationslager, die 1933/34 als sogenannte wilde Konzentrationslager errichtet wurden und nicht selten direkt der SA unterstanden. 1934 wurde dann Martha Gäbler offiziell angeklagt und zu zwei Jahren und 4 Monaten Haft verurteilt, die sie im Zuchthaus Gräfentonna verbüßte. Nach ihrer Entlassung im Jahr 1936 zog sie nach Berlin-Bohnsdorf, wo sie sich bis Kriegsende 1945 vor allem mit Küchenarbeit in Gaststätten ihren Lebensunterhalt verdiente. Ihr Mann Fritz Gäbler saß seit August 1935 im Zuchthaus Brandenburg-Görden ein und kam erst im April 1945 mit der Befreiung durch die Rote Armee frei.

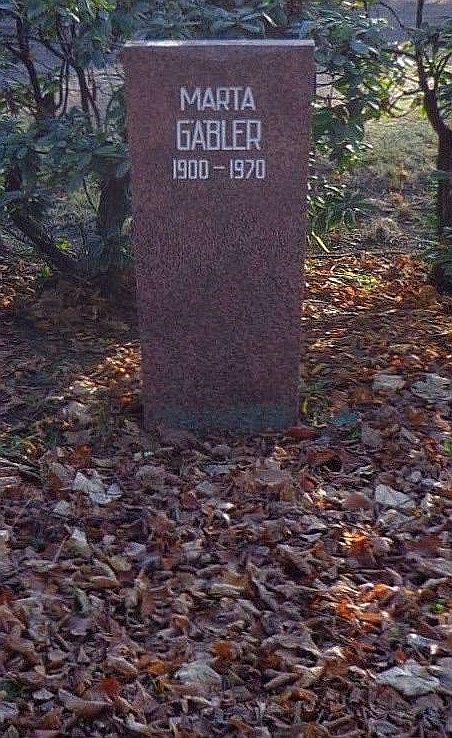
Grabstätte

Nachdem Fritz Gäbler nach seiner Befreiung in Berlin einige Zeit journalistisch tätig gewesen war, zog das Paar im September 1945 in die alte Heimat nach Erfurt, wo Fritz Gäbler den Posten des 1. Sekretärs der gemeinsamen KPD-Kreisleitung für Erfurt und den Landkreis Weißensee übernahm und Marta Gäbler Stadträtin für Sozialwesen der Stadt Erfurt wurde. Während ihr Mann im späteren Verlauf in der Thüringer Landesregierung Karriere machte, engagierte sich Marta Gäbler neben ihrer beruflichen Tätigkeit vor allem im 1947 gegründeten DFD. Auf dem Thüringer DFD-Landeskongreß Anfang März 1948 wurde sie zur Thüringer DFD-Landesvorsitzenden gewählt und gleichzeitig zum 2. Deutschen Volkskongreß delegiert. Dort wurde sie Mitte März 1948 als DFD-Vertreterin in den 1. Deutschen Volksrat gewählt. Den DFD vertrat Gäbler auch im 2. Deutschen Volksrat und in der Provisorischen Volkskammer bis Oktober 1950 als Abgeordnete.
Nachdem Fritz Gäbler ab Mai 1949 eine Tätigkeit bei der Deutschen Wirtschaftskommission aufgenommen hatte, zog das Paar Gäbler nach Berlin, wo Marta Gäbler kurzzeitig als Mitarbeiterin im DFD-Bundesvorstand tätig war. Anschließend fand sie eine Anstellung als Personalleiterin bei der Berliner Kammer der Technik. Ihre letzte Tätigkeit übte sie bis 1953 als Kaderreferentin im Amt für Maß und Gewicht der DDR aus. Wegen gesundheitlicher Beschwerden schied sie bereits 1956 aus dem Berufsleben aus lebte fortan als Rentnerin in Berlin-Oberschöneweide.
Marta Gäbler starb nach langer schwerer Krankheit, mittlerweile von ihrem Mann geschieden, am 25. Januar 1970 in Berlin. Ihre Urne wurde in der Grabanlage Pergolenweg des Berliner Zentralfriedhofs Friedrichsfelde beigesetzt.

## Ehrungen
- 1966 Clara-Zetkin-Medaille[1]
- 1966 Vaterländischer Verdienstorden in Silber[2]